# Lexarzanthe
Lexarzanthe là chi thực vật có hoa trong họ Cải.